# フラスカーロ
フラスカーロ（伊: Frascaro）は、イタリア共和国ピエモンテ州アレッサンドリア県にある、人口約400人の基礎自治体（コムーネ）。

## 地理

### 位置・広がり
| 隣接するコムーネは以下の通り。括弧内のATはアスティ県所属を示す。 - ボルゴラット・アレッサンドリーノ - カレンティーノ - カステッラッツォ・ボルミダ - ガマレーロ - モンバルッツォ (AT) |

### 地震分類
イタリアの地震リスク階級 (it) では、3 に分類される
。